# 랄프 페어만
랄프 페어만 (Ralf Fährmann, 1988년 9월 27일 켐니츠 ~) 은 독일의 축구 선수로, 현재 독일 분데스리가의 FC 샬케 04 소속 골키퍼이다. 마누엘 노이어가 FC 바이에른 뮌헨으로 이적하게 됨에 따라, 그의 대체자로 영입되었다.

## 클럽 경력
페어만은 본래 FC 샬케 04 출신으로, 2008년 9월 13일, 보루시아 도르트문트와 3-3으로 비긴 경기에서 데뷔전을 치렀다. 2008년 9월 16일, 그는 UEFA 컵의 APOEL FC전에서 유럽대항전 첫 경기를 치렀다.
2008-09시즌 종료 후, 그는 FC 샬케 04를 떠나 아인트라흐트 프랑크푸르트로 자유이적 하였다. 그리고, 2012년 6월 30일까지 지속되는 계약서에 서명하였다.
그는 2011년, 마누엘 노이어가 FC 바이에른 뮌헨에 €22M에 판매됨에 따라, FC 샬케 04로 복귀하였다. 2011년, DFB-포칼우승팀으로 참가한 FC 샬케 04는 독일 슈퍼컵에서 리그 챔피언인 보루시아 도르트문트를 상대하였다. 페어만은 90분동안 선방쇼를 펼쳤고 0:0으로 끝나 바로 승부차기에 돌입하였다. 페어만은 케빈 그로스크로이츠와 이반 페리시치의 킥을 선방하여, 샬케가 처음으로 슈퍼컵을 들어올리도록 하였다. 그는 그 경기의 MVP로 선정되었다.

## 국가대표 경력
그는 독일 청소년 국가대표로 몇차례 차출된 바 있다.

## 사생활
랄프 페어만의 형제 팔크 페어만 또한 축구 선수였으며 최근 FSV 츠비카우의에서 선수로 활동하다가 은퇴했다.